# Baunummer

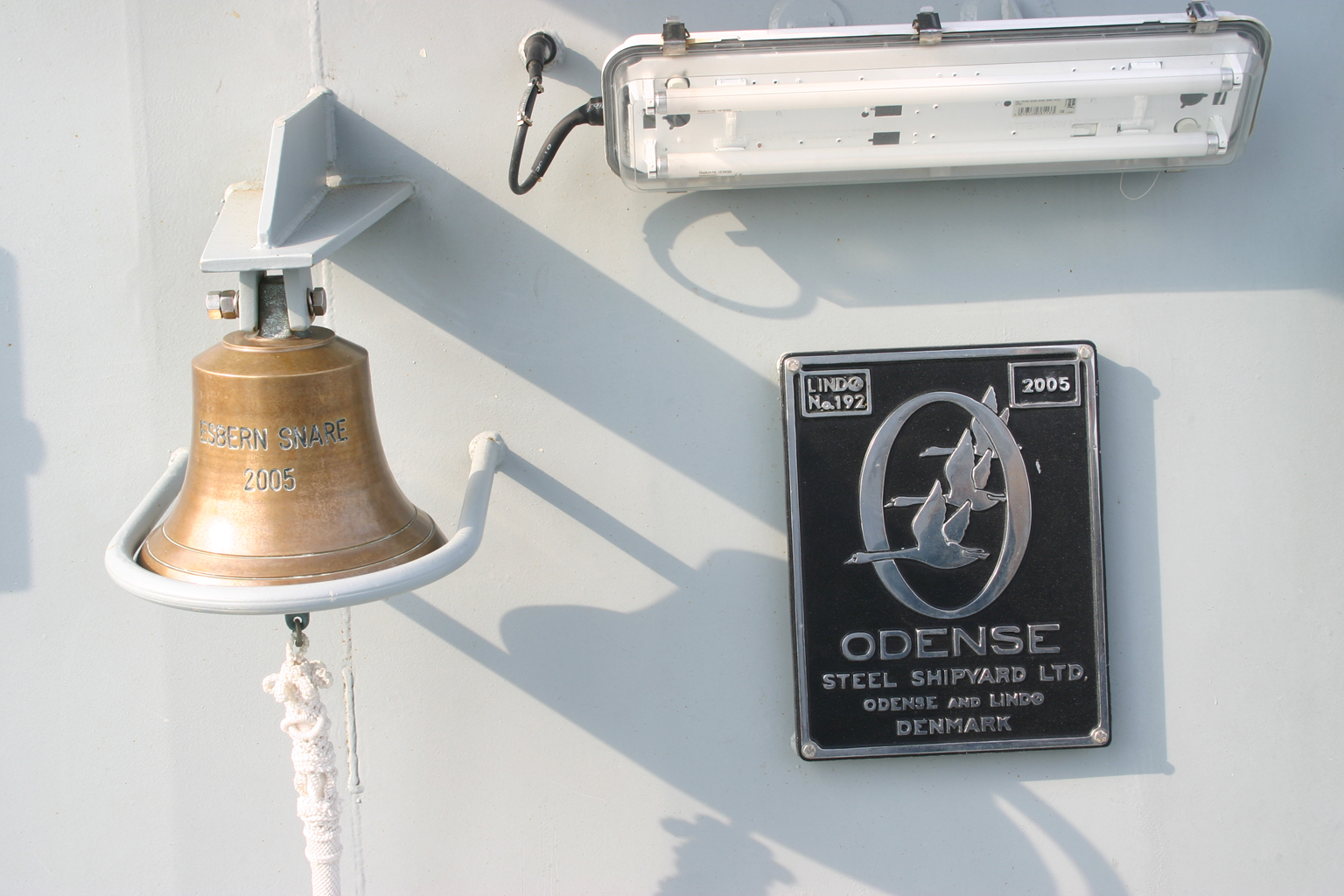
Schiffsglocke und Baunummernschild eines Schiffes der Lindø-Werft

Die Baunummer oder Werftnummer eines Schiffes ist eine von der Werft vergebene Kennzeichnung, vergleichbar der Fabriknummer anderer industriell hergestellter Produkte.

## Einzelheiten
Schiffe und der überwiegende Teil der Boote erhalten beim Bau eine Baunummer der Bauwerft, beziehungsweise des Bootsherstellers. Besonders bei Schiffswerften ist diese Nummer in den meisten Fällen eine fortlaufende Nummer, die die Zahl der auf der Werft gebauten Schiffe wiedergibt. Bei größeren Baureihen von Schiffen, besonders aber bei Booten werden jedoch auch andere Ziffernfolgen verwendet. Zum Beispiel erhalten manche Baureihen bestimmte vorangestellte Zahlen- oder Buchstabenkombinationen zur Kenntlichmachung des Bautyps mit angehängter Nummerierung der Stückzahl.
Während Werften die Baunummern nach eigenen Nomenklaturen vergeben, sind diese für neue Sportboote und andere Kleinfahrzeuge in den Vereinigten Staaten seit 1984 und in Europa seit 1998 vorgegeben. Das als Hull Identification Number (HIN) eingeführte System ist ähnlich wie das der Fahrgestellnummern bei Kraftfahrzeugen aufgebaut. Die HIN muss rechts am Heck angebracht sein und besteht bei US-amerikanischen Booten aus zwölf, bei europäischen aus vierzehn Zeichen, wobei die HIN von in den USA gebauten Booten für den Export nach Europa seit 1998 dem europäischen System entsprechen.

## Geschichte
Das Aufkommen von Baunummern ist zum einen mit dem Umbruch vom traditionellen zum industriellen Schiffbau verknüpft. Gab es früher Schiffbauplätze, auf denen verschiedene Schiffbauer mit eigenem Werkzeug Schiffe bauten, deren Güte dann in erster Linie mit dem jeweiligen Baumeister verknüpft wurde, bildeten sich später zunächst fest zugeordnete Werften mit höherem Mechanisierungsgrad heraus, die bei der Einführung des Eisenschiffbaus zu echten Industriebetrieben mit entsprechend hohem jährlichen Ausstoß an abgelieferten Einheiten wurden. Für den deutschen Raum lässt sich dieser mit der Einführung von Baunummern verbundene Prozess in der zweiten Hälfte des 19. Jahrhunderts beobachten, in Großbritannien noch etwas früher. Eine präzise Zuordnung der Einführung der Werftnummern ist nicht immer möglich, da häufig auch nachträglich Nummern für schon gebaute Schiffe der jeweiligen Werft vergeben wurden. Ein zweiter Faktor, der eng mit dem Aufkommen von Baunummer verbunden wird, ist die Einführung von Schiffsregistern, deren Aufgabe auch eine klare Zuordnung der Schiffe zu den entsprechenden Registerdaten ist.

### Baunummernschilder: alt und neu

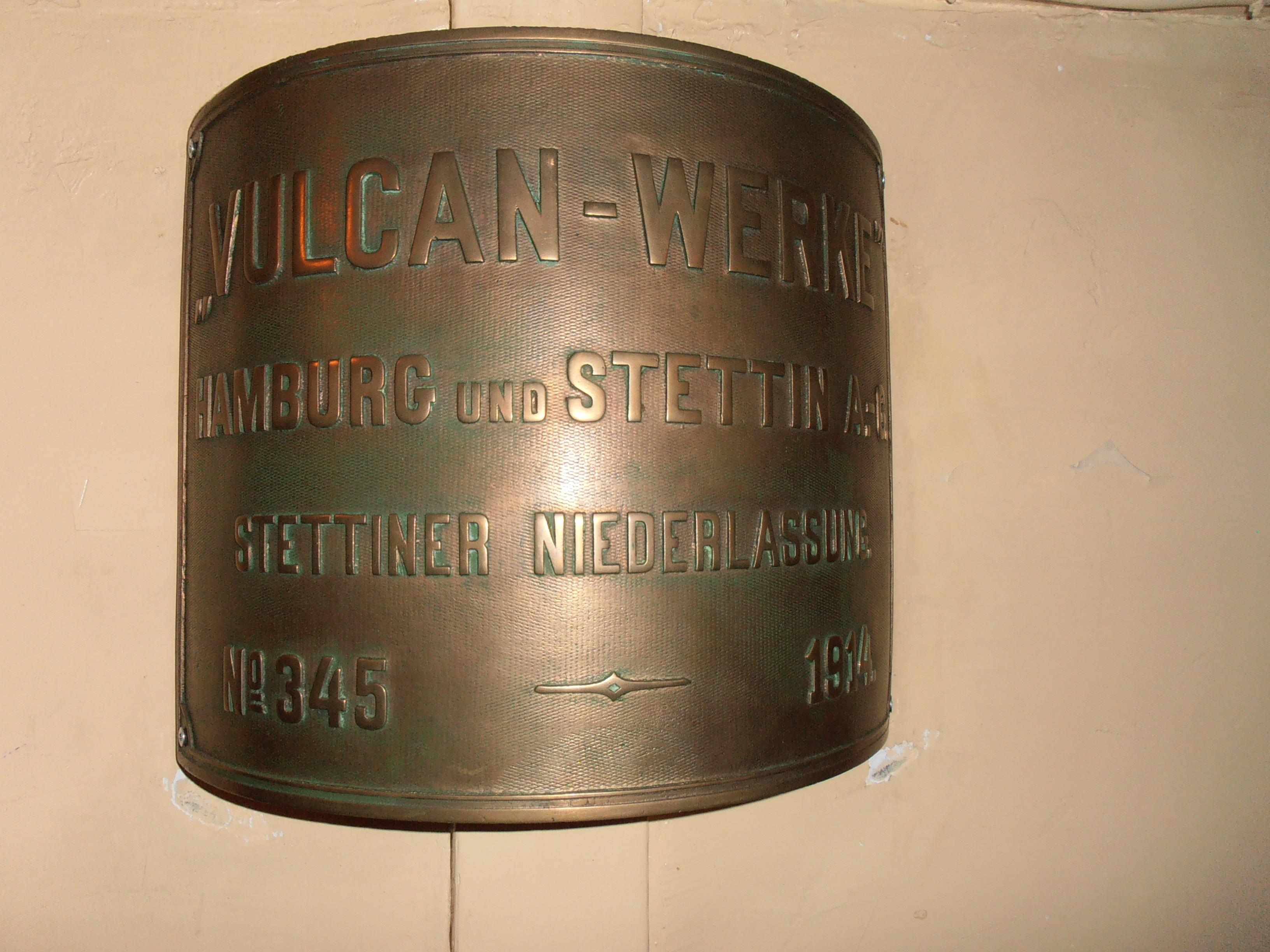
1914
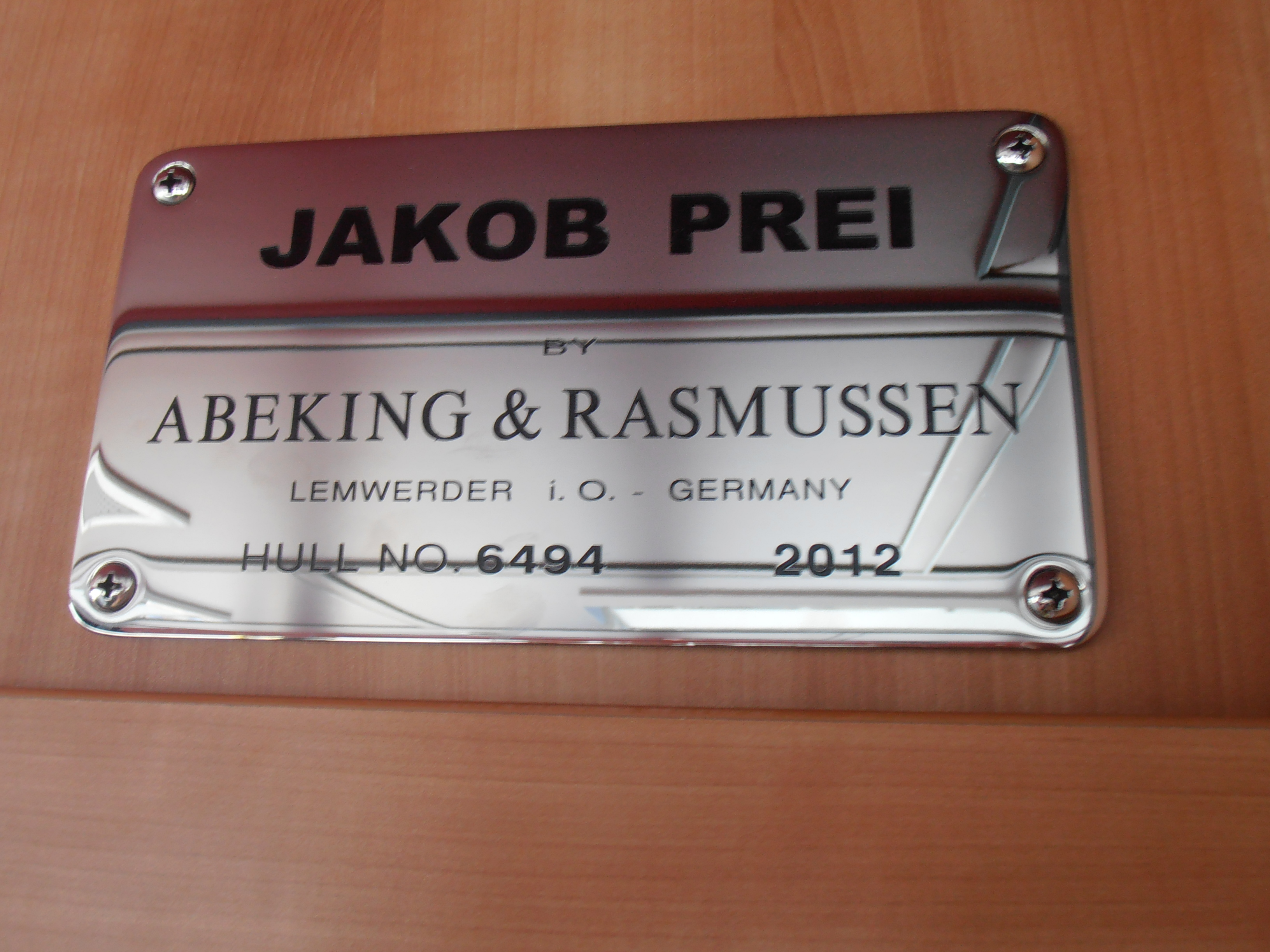
2012